# أسماك الراي
أسماك الراي (الاسم العلمي: Alestidae) هي فصيلة من الأسماك تتبع رتبة كاراكسيات الشكل من طائفة شعاعيات الزعانف.

## الأجناس
- الري
- الرشال